# 马尔瑟吕 (洛特-加龙省)
马尔瑟吕（法語：Marcellus）是法国洛特-加龙省的一个市镇，属于马尔芒德区（Marmande）加罗讷河畔梅扬县（Meilhan-sur-Garonne）。该市镇总面积11.77平方公里，2009年时的人口为800人。

## 人口
马尔瑟吕人口变化图示